# Ratte
Ratte é uma comuna francesa na região administrativa de Borgonha-Franco-Condado, no departamento Saône-et-Loire. Estende-se por uma área de 9 km². Em 2010 a comuna tinha 369 habitantes (densidade: 41 hab./km²).